# Horacio Raffo Quintana
Horacio Esteban Raffo Quintana (Buenos Aires, 1915-Buenos Aires, 26 de junio de 2011) fue un arquitecto y político argentino. Gobernador de facto de la provincia de San Luis desde el 5 de noviembre de 1956 al 1 de mayo de 1958.

## Biografía
Raffo Quintana se recibió de arquitecto en la Universidad de Buenos Aires, donde formaría una reconocida empresa en la Argentina. Se casó con Maria Victoria, con la que tuvo dos hijos.
El golpe de Estado del 16 de noviembre de 1955 que derrocó al gobierno de Juan Domingo Perón dispuso la intervención de la provincia de San Luis y puso la misma a cargo de Carlos Manuel Trogliero, Julio Roullier, Horacio Aguirre Legarreta y Roque Roberto Repetto, quien el 5 de noviembre de 1956 fue reemplazado en el cargo por Raffo Quintana.
Perteneciente al Partido de la Unión Cívica Radical, Raffo Quintana reunifica la provincia, mejora los caminos que conectan a la provincia con otras ciudades del país. El 11 de septiembre de 1957, oficializó el nombre de la localidad de San Francisco por San Francisco del Monte de Oro y es desde entonces su denominación postal e institucional actual, para evitar confusiones con otros San Francisco sobre todo de Córdoba y Santa Fe, y que causaba serios perjuicios, en giros, sueldos y correspondencia oficial llegaba a Córdoba con el sabido trastorno para recuperarlo sobre todo cuando la Escuela Normal recibía planillas y sueldos directamente de Buenos Aires. En 1958 en las elecciones nacionales, en las que el peronismo es proscripto, Perón instruye a sus partidarios para que voten los candidatos de la Unión Cívica Radical Intransigente y al triunfar los candidatos de ese partido tanto en el orden nacional como en el provincial fueron elegidos Arturo Frondizi como presidente de la Nación y Alberto Domeniconi como gobernador de San Luis, asumiendo sus cargos el 1° de mayo de 1958.
Raffo  Quintana falleció en Buenos Aires el 26 de junio de 2011 y sus restos descansan en el cementerio de la Chacarita.